# Corda (aeronàutica)

Tall transversal d'un ala amb la projecció del perfil i la longitud de la corda

Les diverses cordes de l'ala d'un avió vistes des de dalt.

En aeronàutica, la corda fa referència a la línia recta imaginària que uneix el caire de caiguda i el centre de la curvatura del caire d'atac, de la secció transversal del perfil aerodinàmic d'una ala. La longitud de corda és la distància d'aquesta línia imaginaria
Els termes corda i longitud de corda s'utilitzen per descriure l'amplada de l'ala, els estabilitzadors i l'hèlix d'un avió, què es basen en la secció aerodinàmica. La corda d'una ala, un estabilitzador i una hèlix es determinen examinant la superfície de l'ala i mesurant la distància entre els caires d'atac i caiguda. Si la superfície de l'ala és rectangular, en lloc de cònica o en forma de fletxa, aleshores la corda és simplement l'amplada mesurada en la direcció del corrent d'aire. Aquest terme també s'aplica a l'amplada dels dispositius hipersustentadors, els alerons i el timó d'un avió.
A més, també s'aplica a les superfícies de sustentació dels motors de turbina de gas com els turboreactors, les turbohèlix o els motors turbo-ventilats.
La majoria d'ales no tenen una superfície rectangular i, per tant, tenen diferents cordes en diferents posicions. Per poder comparar entre les diferents formes d'ales, s'utilitza la corda mitjana. Aquesta és més difícil de calcular, donat que la majoria d'ales varien d'amplada al llarg de la seva longitud, fent-se més estretes cap als extrems exteriors. Això vol dir que es genera més sustentació a les parts interiors més amples, fent que es desplaci el seu punt de mesura per tenir en compte aquest fet.

## Significat estàndard d'una corda
El seu significat estàndard (en anglès, Standard mean chord - SMC) es defineix com la superfície d'ala dividida entre la seva longitud. La seva fórmula matemàtica és:
{\displaystyle {\mbox{SMC}}={\frac {S}{b}}},
on S és la superfície i b el lapse. Es tracta d'una figura purament geomètrica que rarament s'utilitza en aerodinàmica.

## Significat aerodinàmic d'una corda
El seu significat aerodinàmic (en anglès, Mean aerodynamic chord - MAC) es defineix amb la següent fórmula matemàtica:
{\displaystyle {\mbox{MAC}}={\frac {2}{S}}}{\displaystyle \int _{0}^{\frac {b}{2}}c(y)^{2}dy} ,
on y és la coordenada de la longitud de l'ala i c és la corda de la coordenada y. Les altres incògnites són les mateixes que les del seu significat estàndard.
Físicament, el significat aerodinàmic és la corda d'una ala rectangular, que té la mateixa superfície, resistència aerodinàmica i posició del centre de pressió en un determinat angle d'atac. De forma més simple, és l'amplada d'una ala rectangular equivalent en aquestes condicions. Per tant, sovint no només és important la seva mesura sinó també la seva posició. En particular, la posició del centre de massa (en anglès, Center of mass - COM) d'un avió es mesura generalment en relació al MAC, com el percentatge de la distància del caire d'atac al centre de massa respecte al mateix MAC
Cal observar que a la figura del segon gràfic el MAC té lloc en el punt on les vores d'atac i de caiguda canvien de forma, fet que generalment no es produeix. Qualsevol forma diferent a un trapezoide simple necessita una avaluació integral.
La ràtio de la longitud (o envergadura) d'una ala amb relació a la seva corda és conegut com l'allargament, un important indicador de la resistència induïda que l'ala pot exercir. En general, els avions amb allargaments més elevats tenen menys resistència induïda, el qual permet un major domini a velocitats de vol baixes. Per aquesta raó els planadors tenen ales llargues i primes.